# Nage en eau libre aux championnats du monde de natation 2025
Navigation
Doha 2024 Budapest 2027
Les cinq épreuves de nage en eau libre aux championnats du monde de natation 2025 ont lieu du 15 au 20 juillet 2025 à Singapour.
Une nouvelle épreuve du 3 km par élimination est présente au programme.

## Programme
Tous les horaires correspondent à l'UTC+08:00.
| Date            | Heure | Course                             |
| --------------- | ----- | ---------------------------------- |
| 16 juillet 2025 | 13:00 | 10 km hommes                       |
| 16 juillet 2025 | 16:00 | 10 km femmes                       |
| 18 juillet 2025 | 07:30 | 5 km femmes                        |
| 18 juillet 2025 | 10:00 | 5 km hommes                        |
| 19 juillet 2025 | 08:00 | 3 km sprint par élimination femmes |
| 19 juillet 2025 | 10:00 | 3 km sprint par élimination hommes |
| 20 juillet 2025 | 08:00 | 6 km par équipes mixtes            |

Le 10 km femmes, initialement programmé le mardi 15 juillet a été reporté d'une journée en raison de la mauvaise qualité de l'eau.

## Podiums
| Épreuves                          | Or                                                                               | Or                | Argent                                                                               | Argent            | Bronze                                                                                    | Bronze           |
| --------------------------------- | -------------------------------------------------------------------------------- | ----------------- | ------------------------------------------------------------------------------------ | ----------------- | ----------------------------------------------------------------------------------------- | ---------------- |
| Hommes                            |                                                                                  |                   |                                                                                      |                   |                                                                                           |                  |
| Sprint à élimination directe 3 km | Florian Wellbrock                                                                | 5 min 46 s        | Dávid Betlehem                                                                       | 5 min 47,7 s      | Marc-Antoine Olivier                                                                      | 5 min 51,1 s     |
| 5 km                              | Florian Wellbrock                                                                | 57 min 26,4 s     | Gregorio Paltrinieri                                                                 | 57 min 29,3 s     | Marc-Antoine Olivier                                                                      | 57 min 30,4 s    |
| 10 km                             | Florian Wellbrock                                                                | 1 h 59 min 55,5 s | Gregorio Paltrinieri                                                                 | 1 h 59 min 59,2 s | Kyle Lee                                                                                  | 2 h 0 min 10,3 s |
| Femmes                            |                                                                                  |                   |                                                                                      |                   |                                                                                           |                  |
| Sprint à élimination directe 3 km | Ichika Kajimoto                                                                  | 6 min 19,9 s      | Ginevra Taddeucci                                                                    | 6 min 21,9 s      | Moesha Johnson Bettina Fábián                                                             | 6 min 23,1 s     |
| 5 km                              | Moesha Johnson                                                                   | 1 h 2 min 1,3 s   | Ginevra Taddeucci                                                                    | 1 h 2 min 2,3 s   | Ichika Kajimoto                                                                           | 1 h 2 min 28,9 s |
| 10 km                             | Moesha Johnson                                                                   | 2 h 7 min 51,3 s  | Ginevra Taddeucci                                                                    | 2 h 7 min 55,7 s  | Lisa Pou                                                                                  | 2 h 7 min 57,5 s |
| Par équipes mixtes                |                                                                                  |                   |                                                                                      |                   |                                                                                           |                  |
| Relais 6 km                       | Allemagne- Celine Rieder - Oliver Klemet - Isabel Marie Gose - Florian Wellbrock | 1 h 9 min 13,3 s  | Italie- Barbara Pozzobon - Ginevra Taddeucci - Marcello Guidi - Gregorio Paltrinieri | 1 h 9 min 15,4 s  | Hongrie- Bettina Fábián - Viktória Mihályvári-Farkas - Kristóf Rasovszky - Dávid Betlehem | 1 h 9 min 16,7 s |

## Tableau des médailles
| Rang  | Nation | Or | Argent | Bronze | Total |
| ----- | ------ | -- | ------ | ------ | ----- |
| Total |        |    |        |        |       |

## Résultats détaillés

### Sprint à élimination directe
| Rang               | Nageur | Pays | Temps |
| ------------------ | ------ | ---- | ----- |
| Médaille d'or      |        |      |       |
| Médaille d'argent  |        |      |       |
| Médaille de bronze |        |      |       |
| 4                  |        |      |       |

| Rang               | Nageur | Pays | Temps |
| ------------------ | ------ | ---- | ----- |
| Médaille d'or      |        |      |       |
| Médaille d'argent  |        |      |       |
| Médaille de bronze |        |      |       |
| 4                  |        |      |       |

### 5km
| Rang               | Nageur                       | Pays                   | Temps     |
| ------------------ | ---------------------------- | ---------------------- | --------- |
| Médaille d'or      | Florian Wellbrock            | Allemagne              | 57:26.4   |
| Médaille d'argent  | Gregorio Paltrinieri         | Italie                 | 57:29.3   |
| Médaille de bronze | Marc-Antoine Olivier         | France                 | 57:30.4   |
| 4                  | Marcello Guidi               | Italie                 | 57:32.3   |
| 5                  | Denis Adeev                  | Athlète neutre B       | 57:37.2   |
| 6                  | Dávid Betlehem               | Hongrie                | 57:37.2   |
| 7                  | Kyle Lee                     | Australie              | 57:39.6   |
| 8                  | Luca Karl                    | Autriche               | 57:42.0   |
| 9                  | Oliver Klemet                | Allemagne              | 57:42.2   |
| 10                 | Thomas Raymond               | Australie              | 57:47.2   |
| 11                 | Paul Niederberger            | Suisse                 | 58:03.9   |
| 12                 | Matheus Melecchi             | Brésil                 | 58:04.6   |
| 13                 | Eric Brown                   | Canada                 | 58:08.6   |
| 14                 | Kristóf Rasovszky            | Hongrie                | 58:08.8   |
| 15                 | Martin Straka                | Tchéquie               | 58:12.5   |
| 16                 | Ratthawit Thammananthachote  | Thaïlande              | 58:13.7   |
| 17                 | Dylan Gravley                | États-Unis             | 58:15.9   |
| 18                 | Athanasios Kynigakis         | Grèce                  | 58:24.3   |
| 19                 | Sacha Velly                  | France                 | 58:37.5   |
| 20                 | Ivan Puskovitch              | États-Unis             | 1:00:26.3 |
| 21                 | Christian Schreiber          | Suisse                 | 1:00:27.7 |
| 22                 | Piotr Woźniak                | Pologne                | 1:00:31.6 |
| 23                 | Esteban Enderica             | Équateur               | 1:00:56.0 |
| 24                 | Zhang Jinhou                 | Chine                  | 1:00:56.0 |
| 25                 | Kaito Tsujimori              | Japon                  | 1:01:00.2 |
| 26                 | Lan Tianchen                 | Chine                  | 1:01:01.8 |
| 27                 | Lev Cherepanov               | Kazakhstan             | 1:01:03.8 |
| 28                 | Park Jae-hun                 | Corée du Sud           | 1:01:03.9 |
| 29                 | Savelii Luzin                | Athlète neutre B       | 1:01:04.9 |
| 30                 | Diogo Cardoso                | Portugal               | 1:01:06.7 |
| 31                 | Ronaldo Zambrano             | Venezuela              | 1:01:08.9 |
| 32                 | David Farinango              | Équateur               | 1:01:09.2 |
| 33                 | Bartosz Kapała               | Pologne                | 1:01:21.9 |
| 34                 | Oh Se-beom                   | Corée du Sud           | 1:01:22.4 |
| 35                 | Matthew Caldwell             | Afrique du Sud         | 1:01:23.8 |
| 36                 | Diego Vera                   | Venezuela              | 1:01:24.0 |
| 37                 | Diego Obele                  | Mexique                | 1:01:24.0 |
| 38                 | Connor Buck                  | Afrique du Sud         | 1:01:26.3 |
| 39                 | Riku Takaki                  | Japon                  | 1:01:26.9 |
| 40                 | Logan Vanhuys                | Belgique               | 1:02:10.5 |
| 41                 | Adrián Ywanaga               | Pérou                  | 1:02:15.4 |
| 42                 | Jamarr Bruno                 | Porto Rico             | 1:02:40.8 |
| 43                 | José Barrios                 | Guatemala              | 1:02:41.2 |
| 44                 | Atakan Ercan                 | Turquie                | 1:02:41.2 |
| 45                 | Diego Dulieu                 | Honduras               | 1:02:41.9 |
| 46                 | Su Bo-ling                   | Taipei chinois         | 1:02:42.1 |
| 47                 | Konstantinos Chourdakis      | Grèce                  | 1:02:43.1 |
| 48                 | Emre Sarp Zeytinoğlu         | Turquie                | 1:02:43.8 |
| 49                 | Nico Esslinger               | Namibie                | 1:02:47.9 |
| 50                 | Théo Druenne                 | Monaco                 | 1:02:51.9 |
| 51                 | Jeison Rojas                 | Costa Rica             | 1:02:54.0 |
| 52                 | Tiago Campos                 | Portugal               | 1:03:27.9 |
| 53                 | Tsao Jun-yan                 | Taipei chinois         | 1:03:31.5 |
| 54                 | Esteban Faure                | Monaco                 | 1:03:47.1 |
| 55                 | Ilias El Fallaki             | Maroc                  | 1:03:47.4 |
| 56                 | Grgo Mujan                   | Croatie                | 1:03:55.5 |
| 57                 | Alan González                | Mexique                | 1:04:12.3 |
| 58                 | Keith Sin                    | Hong Kong              | 1:04:19.0 |
| 59                 | Mochammad Akbar Putra Taufik | Indonésie              | 1:04:27.6 |
| 60                 | Prashans Hiremagalur         | Inde                   | 1:04:27.7 |
| 61                 | Richard Urban                | Slovaquie              | 1:04:57.5 |
| 62                 | TTomáš Peciar                | Slovaquie              | 1:07:01.8 |
| 63                 | Nithikorn Jeampiriyakul      | Thaïlande              | 1:07:19.0 |
| 64                 | Chan Tsun Hin                | Hong Kong              | 1:07:20.3 |
| 65                 | Oscar García                 | Guatemala              | 1:07:22.1 |
| 66                 | Damien Payet                 | Seychelles             | 1:07:22.5 |
| 67                 | Dhrupad Ramakrishna          | Inde                   | 1:07:25.1 |
| 68                 | Luke Tan                     | Singapour              | 1:07:26.9 |
| 69                 | Dilanka Shehan               | Sri Lanka              | 1:07:32.5 |
| 70                 | Juan Núñez                   | République dominicaine | 1:09:07.7 |
| 71                 | Percy Escobar                | Bolivie                | 1:11:26.2 |
| 72                 | Tharusha Perera              | Sri Lanka              | 1:11:26.6 |
| 73                 | Joaquín Estigarribia         | Paraguay               | 1:11:28.6 |
| 74                 | Ian Leong                    | Singapour              | 1:11:34.8 |
|                    | Jayden De Swardt             | Zimbabwe               | OTL       |
| Tristan Nell       | Namibie                      |                        | OTL       |
| Connor Grist       | Zimbabwe                     | DNF                    |           |
| David Padre        | Angola                       | DNF                    |           |
| Igbaal Bayusuf     | Kenya                        | DNF                    |           |
| Benjamin Lutaaya   | Ouganda                      | DNF                    |           |
| Benco Van Rooyen   | Botswana                     | DNF                    |           |
| Galymzhan Balabek  | Kazakhstan                   | DNF                    |           |
| Marin Mogić        | Croatie                      | DNF                    |           |
| Diego Solano       | Bolivie                      | DNF                    |           |
| Hamza Kassim       | Kenya                        | DNF                    |           |
| Luiz Loureiro      | Brésil                       | DNS                    |           |
| Rami Rahmouni      | Tunisie                      | DNS                    |           |

| Rang                        | Nageur                     | Pays                   | Temps     |
| --------------------------- | -------------------------- | ---------------------- | --------- |
| Médaille d'or               | Moesha Johnson             | Australie              | 1:02:01.3 |
| Médaille d'argent           | Ginevra Taddeucci          | Italie                 | 1:02:02.3 |
| Médaille de bronze          | Ichika Kajimoto            | Japon                  | 1:02:28.9 |
| 4                           | María de Valdés            | Espagne                | 1:02:33.1 |
| 5                           | Celine Rieder              | Allemagne              | 1:02:34.1 |
| 6                           | Lisa Pou                   | Monaco                 | 1:02:36.3 |
| 7                           | Viktória Mihályvári-Farkas | Hongrie                | 1:02:39.4 |
| 8                           | Ana Marcela Cunha          | Brésil                 | 1:03:10.2 |
| 9                           | Inès Delacroix             | France                 | 1:03:10.5 |
| 10                          | Giulia Gabbrielleschi      | Italie                 | 1:03:40.0 |
| 11                          | Bettina Fábián             | Hongrie                | 1:03:53.5 |
| 12                          | Caroline Jouisse           | France                 | 1:04:06.5 |
| 13                          | Mariah Denigan             | États-Unis             | 1:04:08.6 |
| 14                          | Ekaterina Sorokina         | Athlète neutre B       | 1:04:09.7 |
| 15                          | Tian Muran                 | Chine                  | 1:04:10.9 |
| 16                          | Callan Lotter              | Afrique du Sud         | 1:04:21.6 |
| 17                          | Paula Otero                | Espagne                | 1:04:28.7 |
| 18                          | Julie Pleskotová           | Tchéquie               | 1:04:35.3 |
| 19                          | Emma Finlin                | Canada                 | 1:04:37.2 |
| 20                          | Tayla Martin               | Australie              | 1:04:37.4 |
| 21                          | Viviane Jungblut           | Brésil                 | 1:04:56.7 |
| 22                          | Brinkleigh Hansen          | États-Unis             | 1:05:00.6 |
| 23                          | Mafalda Rosa               | Portugal               | 1:05:00.6 |
| 24                          | Polina Koziakina           | Athlète neutre B       | 1:05:24.0 |
| 25                          | Klaudia Tarasiewicz        | Pologne                | 1:06:05.4 |
| 26                          | Louna Kasvio               | Finlande               | 1:06:25.3 |
| 27                          | Su İnal                    | Turquie                | 1:06:26.0 |
| 28                          | Georgia Makri              | Grèce                  | 1:06:28.9 |
| 29                          | Alena Benešová             | Tchéquie               | 1:06:31.0 |
| 30                          | Candela Giordanino         | Argentine              | 1:06:32.3 |
| 31                          | Lin Jia-shien              | Taipei chinois         | 1:06:34.2 |
| 32                          | Cheng Hanyu                | Chine                  | 1:06:34.3 |
| 33                          | Danna Martínez             | Équateur               | 1:06:35.9 |
| 34                          | Malak Meqdar               | Maroc                  | 1:06:49.3 |
| 35                          | Catherine Van Rensburg     | Afrique du Sud         | 1:06:50.4 |
| 36                          | Špela Perše                | Slovénie               | 1:08:34.9 |
| 37                          | Leonie Tenzer              | Finlande               | 1:08:36.2 |
| 38                          | Ana Abad                   | Équateur               | 1:08:49.9 |
| 39                          | Klara Bošnjak              | Croatie                | 1:08:55.6 |
| 40                          | Nip Tsz Yin                | Hong Kong              | 1:08:58.0 |
| 41                          | Paulina Alanís             | Mexique                | 1:09:50.5 |
| 42                          | Wang Yi-chen               | Taipei chinois         | 1:09:53.0 |
| 43                          | Kate Ona                   | Singapour              | 1:09:53.9 |
| 44                          | Nathalie Medina            | Venezuela              | 1:09:54.4 |
| 45                          | Yanci Vanegas              | Guatemala              | 1:09:55.6 |
| 46                          | Pilar Cañedo               | Uruguay                | 1:09:57.8 |
| 47                          | Kim Sue-ah                 | Corée du Sud           | 1:11:15.8 |
| 48                          | Hwang Ji-yeon              | Corée du Sud           | 1:11:42.7 |
| 49                          | Chonpasanop Chatwuti       | Thaïlande              | 1:11:42.7 |
| 50                          | Daniela Suárez             | Venezuela              | 1:11:42.8 |
| 51                          | Saida Yelemes              | Kazakhstan             | 1:11:47.1 |
| 52                          | Izzy Dwifaiva Hefrisyanthi | Indonésie              | 1:11:50.4 |
| 53                          | Nikita Lam                 | Hong Kong              | 1:12:10.4 |
| 54                          | María Porres               | Guatemala              | 1:12:27.4 |
| 55                          | Alondra Quiles             | Porto Rico             | 1:12:31.5 |
| 56                          | Isabella Hernández         | République dominicaine | 1:12:35.6 |
| 57                          | Sara Martínez              | Mexique                | 1:13:23.1 |
| 58                          | Alexandra Mejía            | Andorre                | 1:13:36.6 |
| 59                          | María Fernanda Arellanos   | Pérou                  | 1:13:46.0 |
| 60                          | Muse Goh                   | Singapour              | 1:13:57.4 |
| 61                          | Minagi Rupesinghe          | Sri Lanka              | 1:14:03.2 |
| 62                          | Cielo Peralta              | Paraguay               | 1:15:09.6 |
| 63                          | Christina Durán            | République dominicaine | 1:15:31.4 |
| 64                          | Dayana Meléndez            | Salvador               | 1:15:31.5 |
| 65                          | Reza Westerduin            | Namibie                | 1:15:42.6 |
| 66                          | Ayazhan Ainabekova         | Kazakhstan             | 1:16:07.8 |
| 67                          | Meenakshi Gopakumar Menon  | Inde                   | 1:16:42.4 |
| 68                          | Madison Bergh              | Namibie                | 1:16:56.2 |
|                             | Selinnur Sade              | Turquie                | OTL       |
| Desak Nyo Pradnyaswari Dewi | Indonésie                  |                        | OTL       |
| Micheline Bathfield         | Maurice                    |                        | OTL       |
| Purva Sandip Gawade         | Inde                       |                        | OTL       |
| Loreley Daleney             | Bolivie                    | DNF                    |           |
| Victoria Okumu              | Kenya                      | DNF                    |           |
| Maria Bianchi               | Kenya                      | DNF                    |           |
| Ana Domingues               | Mozambique                 | DNF                    |           |
| Swagiah Mubiru              | Ouganda                    | DNF                    |           |
| Jeannette Spiwoks           | Allemagne                  | DNS                    |           |

### 10km
| Rang                 | Nageur                      | Pays                   | Temps     |
| -------------------- | --------------------------- | ---------------------- | --------- |
| Médaille d'or        | Florian Wellbrock           | Allemagne              | 1:59:55.5 |
| Médaille d'argent    | Gregorio Paltrinieri        | Italie                 | 1:59:59.2 |
| Médaille d'argent    | Kyle Lee                    | Australie              | 2:00:10.3 |
| 4                    | Oliver Klemet               | Allemagne              | 2:00:10.4 |
| 5                    | Luca Karl                   | Autriche               | 2:00:30.4 |
| 6                    | Denis Adeev                 | Athlète neutre B       | 2:00:35.8 |
| 7                    | Andrea Filadelli            | Italie                 | 2:00:43.7 |
| 8                    | Nicholas Sloman             | Australie              | 2:01:01.9 |
| 9                    | Dávid Betlehem              | Hongrie                | 2:01:13.8 |
| 10                   | Christian Schreiber         | Suisse                 | 2:01:39.5 |
| 11                   | Kaito Tsujimori             | Japon                  | 2:01:47.9 |
| 12                   | Joey Tepper                 | États-Unis             | 2:01:53.8 |
| 13                   | Kristóf Rasovszky           | Hongrie                | 2:03:05.5 |
| 14                   | Athanasios Kynigakis        | Grèce                  | 2:03:05.6 |
| 15                   | Esteban Enderica            | Équateur               | 2:03:06.1 |
| 16                   | Cho Cheng-chi               | Taipei chinois         | 2:03:08.9 |
| 17                   | Diogo Cardoso               | Portugal               | 2:03:17.9 |
| 18                   | Martin Straka               | Tchéquie               | 2:03:29.0 |
| 19                   | Paul Niederberger           | Suisse                 | 2:03:29.5 |
| 20                   | Luiz Loureiro               | Brésil                 | 2:03:34.2 |
| 21                   | Eric Brown                  | Canada                 | 2:04:04.6 |
| 22                   | Dylan Gravley               | États-Unis             | 2:04:04.6 |
| 23                   | David Farinango             | Équateur               | 2:04:18.1 |
| 24                   | Ruan Breytenbach            | Afrique du Sud         | 2:05:07.6 |
| 25                   | Hector Pardoe               | Royaume-Uni            | 2:05:38.0 |
| 26                   | Jules Wallart               | France                 | 2:05:46.9 |
| 27                   | Piotr Woźniak               | Pologne                | 2:07:18.8 |
| 28                   | Matheus Melecchi            | Brésil                 | 2:07:28.2 |
| 29                   | Yonatan Ahdut               | Israël                 | 2:07:28.2 |
| 30                   | Lev Cherepanov              | Kazakhstan             | 2:07:47.5 |
| 31                   | Logan Vanhuys               | Belgique               | 2:07:52.7 |
| 32                   | Joaquín Moreno              | Argentine              | 2:08:27.5 |
| 33                   | Su Bo-ling                  | Taipei chinois         | 2:08:39.5 |
| 34                   | Riku Takaki                 | Japon                  | 2:09:18.8 |
| 35                   | Vladislav Utrobin           | Athlète neutre B       | 2:09:18.8 |
| 36                   | Connor Buck                 | Afrique du Sud         | 2:09:37.1 |
| 37                   | Lan Tianchen                | Chine                  | 2:10:11.3 |
| 38                   | Zhang Jinhou                | Chine                  | 2:11:06.9 |
| 39                   | Diego Dulieu                | Honduras               | 2:11:07.1 |
| 40                   | Bartosz Kapała              | Pologne                | 2:11:32.1 |
| 41                   | Oh Se-beom                  | Corée du Sud           | 2:11:33.9 |
| 42                   | Tiago Campos                | Portugal               | 2:11:38.5 |
| 43                   | Artyom Lukasevits           | Singapour              | 2:11:41.4 |
| 44                   | José Barrios                | Guatemala              | 2:11:41.4 |
| 45                   | Ratthawit Thammananthachote | Thaïlande              | 2:11:51.8 |
| 46                   | Diego Obele                 | Mexique                | 2:11:52.6 |
| 47                   | Nico Esslinger              | Namibie                | 2:11:53.4 |
| 48                   | Keith Sin                   | Hong Kong              | 2:12:31.8 |
| 49                   | Jeison Rojas                | Costa Rica             | 2:12:31.8 |
| 50                   | Esteban Faure               | Monaco                 | 2:16:05.3 |
| 51                   | Jakub Gabriel               | Slovaquie              | 2:17:20.4 |
| 52                   | Alan González               | Mexique                | 2:17:34.0 |
| 53                   | Tomáš Pavelka               | Slovaquie              | 2:17:48.7 |
| 54                   | Jamarr Bruno                | Porto Rico             | 2:19:19.8 |
| 55                   | Aflah Fadlan Prawira        | Indonésie              | 2:19:35.0 |
| 56                   | Anurag Singh                | Inde                   | 2:20:53.1 |
| 57                   | Adrián Ywanaga              | Pérou                  | 2:21:45.1 |
| 58                   | Juan Núñez                  | République dominicaine | 2:21:58.4 |
| 59                   | Army Pal                    | Inde                   | 2:23:32.9 |
| 60                   | Nithikorn Jeampiriyakul     | Thaïlande              | 2:26:06.8 |
| 61                   | Chan Tsun Hin               | Hong Kong              | 2:26:43.6 |
| 62                   | Gafar Hassan                | Soudan                 | 2:28:03.9 |
|                      | Joaquín Estigarribia        | Paraguay               | OTL       |
| Adam Ahmed           | Soudan                      |                        | OTL       |
| Santiago Castedo     | Bolivie                     |                        | OTL       |
| Dilanka Shehan       | Sri Lanka                   |                        | OTL       |
| Tharusha Perera      | Sri Lanka                   |                        | OTL       |
| Marc-Antoine Olivier | France                      | DNF                    |           |
| Matan Roditi         | Israël                      | DNF                    |           |
| Park Jae-hun         | Corée du Sud                | DNF                    |           |
| Ritchie Oh           | Singapour                   | DNF                    |           |
| Alejandro Plaza      | Bolivie                     | DNF                    |           |
| Ronaldo Zambrano     | Venezuela                   | DNF                    |           |
| Diego Vera           | Venezuela                   | DNF                    |           |
| Alexander Adrian     | Indonésie                   | DNF                    |           |
| Théo Druenne         | Monaco                      | DNF                    |           |
| Samir Bachelani      | Kenya                       | DNF                    |           |
| Oscar García         | Guatemala                   | DNF                    |           |
| Rami Rahmouni        | Tunisie                     | DNS                    |           |
| Juan Morales         | Colombie                    | DNS                    |           |
| Swaleh Talib         | Kenya                       | DNS                    |           |

| Rang                  | Nageur                     | Pays             | Temps     |
| --------------------- | -------------------------- | ---------------- | --------- |
| Médaille d'or         | Moesha Johnson             | Australie        | 2:07:51.3 |
| Médaille d'argent     | Ginevra Taddeucci          | Italie           | 2:07:55.7 |
| Médaille de bronze    | Lisa Pou                   | Monaco           | 2:07:57.5 |
| 4                     | María de Valdés            | Espagne          | 2:08:09.6 |
| 5                     | Ángela Martínez            | Espagne          | 2:08:17.3 |
| 6                     | Ana Marcela Cunha          | Brésil           | 2:09:21.9 |
| 7                     | Mafalda Rosa               | Portugal         | 2:09:22.7 |
| 8                     | Ichika Kajimoto            | Japon            | 2:09:27.8 |
| 9                     | Chelsea Gubecka            | Australie        | 2:09:28.8 |
| 10                    | Barbara Pozzobon           | Italie           | 2:09:30.3 |
| 11                    | Ekaterina Sorokina         | Athlète neutre B | 2:09:39.8 |
| 12                    | Inès Delacroix             | France           | 2:09:44.7 |
| 13                    | Viktória Mihályvári-Farkas | Hongrie          | 2:11:34.3 |
| 14                    | Mariah Denigan             | États-Unis       | 2:11:54.1 |
| 15                    | Jeannette Spiwoks          | Allemagne        | 2:12:36.3 |
| 16                    | Callan Lotter              | Afrique du Sud   | 2:14:01.3 |
| 17                    | Viviane Jungblut           | Brésil           | 2:14:17.4 |
| 18                    | Klaudia Tarasiewicz        | Pologne          | 2:15:06.0 |
| 19                    | Louna Kasvio               | Finlande         | 2:15:09.8 |
| 20                    | Teng Yu-wen                | Taipei chinois   | 2:15:54.2 |
| 21                    | Georgia Makri              | Grèce            | 2:16:07.6 |
| 22                    | Liu Yaxin                  | Chine            | 2:17:26.4 |
| 23                    | Julie Pleskotová           | Tchéquie         | 2:18:02.5 |
| 24                    | Brinkleigh Hansen          | États-Unis       | 2:19:10.3 |
| 25                    | Catherine van Rensburg     | Afrique du Sud   | 2:19:40.2 |
| 26                    | Emma Finlin                | Canada           | 2:19:47.8 |
| 27                    | Candela Giordanino         | Argentine        | 2:20:15.9 |
| 28                    | Wang Kexin                 | Chine            | 2:20:28.3 |
| 29                    | Špela Perše                | Slovénie         | 2:20:39.8 |
| 30                    | Alena Benešová             | Tchéquie         | 2:20:39.9 |
| 31                    | Janka Juhász               | Hongrie          | 2:20:44.2 |
| 32                    | Ofek Adir                  | Israël           | 2:20:44.5 |
| 33                    | Nip Tsz Yin                | Hong Kong        | 2:20:52.8 |
| 34                    | Ana Abad                   | Équateur         | 2:20:57.8 |
| 35                    | Malak Meqdar               | Maroc            | 2:20:59.9 |
| 36                    | Paulina Alanís             | Mexique          | 2:21:03.3 |
| 37                    | Nikita Lam                 | Hong Kong        | 2:21:04.7 |
| 38                    | Leonie Tenzer              | Finlande         | 2:21:08.4 |
| 39                    | Sharon Guerrero            | Mexique          | 2:22:07.5 |
| 40                    | Chantal Liew               | Singapour        | 2:22:07.9 |
| 41                    | Hwang Ji-yeon              | Corée du Sud     | 2:22:18.8 |
| 42                    | Su İnal                    | Turquie          | 2:23:55.8 |
| 43                    | Lin Jia-shien              | Taipei chinois   | 2:26:49.1 |
| 44                    | Yanci Vanegas              | Guatemala        | 2:29:07.2 |
| 45                    | Kate Ona                   | Singapour        | 2:29:18.0 |
| 46                    | Britta Schwengle           | Aruba            | 2:29:43.0 |
| 47                    | Darya Pushko               | Kazakhstan       | 2:29:50.0 |
| 48                    | Daniela Suárez             | Venezuela        | 2:29:52.3 |
| 49                    | Kim Sue-ah                 | Corée du Sud     | 2:29:57.5 |
| 50                    | Cielo Peralta              | Paraguay         | 2:31:46.5 |
| 51                    | Pilar Cañedo               | Uruguay          | 2:31:46.5 |
| 52                    | Alondra Quiles             | Porto Rico       | 2:35:11.6 |
| 53                    | María Fernanda Arellanos   | Pérou            | 2:36:13.8 |
|                       | Diksha Sandip Yadav        | Inde             | OTL       |
| Lea Boy               | Allemagne                  | DNF              |           |
| Margarita Ershova     | Athlète neutre B           | DNF              |           |
| Mariya Fedotova       | Kazakhstan                 | DNF              |           |
| Isabella Hernández    | République dominicaine     | DNF              |           |
| Caroline Jouisse      | France                     | DNF              |           |
| Dayana Meléndez       | Salvador                   | DNF              |           |
| Christina Durán       | République dominicaine     | DNF              |           |
| Ruthseli Aponte       | Venezuela                  | DNF              |           |
| Chonpasanop Chatwuti  | Thaïlande                  | DNF              |           |
| María Porres          | Guatemala                  | DNF              |           |
| Alexandra Mejía       | Andorre                    | DNF              |           |
| Danna Martínez        | Équateur                   | DNF              |           |
| Micheline Bathfield   | Maurice                    | DNF              |           |
| Kamonchanok Kwanmuang | Thaïlande                  | DNF              |           |
| Ashmitha Chandra      | Inde                       | DNS              |           |

### 6kmpar équipes
| Rang               | Pays             | Nageurs                                                                                        | Temps     |
| ------------------ | ---------------- | ---------------------------------------------------------------------------------------------- | --------- |
| Médaille d'or      | Allemagne        | Celine Rieder Oliver Klemet Isabel Marie Gose Florian Wellbrock                                | 1:09:13.3 |
| Médaille d'argent  | Italie           | Barbara Pozzobon Ginevra Taddeucci Marcello Guidi Gregorio Paltrinieri                         | 1:09:15.4 |
| Médaille de bronze | Hongrie          | Bettina Fábián Viktória Mihályvári-Farkas Kristóf Rasovszky Dávid Betlehem                     | 1:09:16.7 |
| 4                  | France           | Clémence Coccordano Marc-Antoine Olivier Inès Delacroix Logan Fontaine                         | 1:09:24.7 |
| 5                  | Australie        | Chelsea Gubecka Nicholas Sloman Moesha Johnson Kyle Lee                                        | 1:09:59.3 |
| 6                  | Athlète neutre B | Margarita Ershova Kseniia Misharina Savelii Luzin Denis Adeev                                  | 1:10:24.0 |
| 7                  | Brésil           | Ana Marcela Cunha Viviane Jungblut Matheus Melecchi Luiz Loureiro                              | 1:10:27.2 |
| 8                  | États-Unis       | Mariah Denigan Brooke Travis Charlie Clark Joey Tepper                                         | 1:12:01.6 |
| 9                  | Chine            | Tian Muran Zhang Jinhou Wang Kexin Lan Tianchen                                                | 1:13:33.2 |
| 10                 | Taipei chinois   | Tsao Jun-yan Lin Jia-shien Teng Yu-wen Cho Cheng-chi                                           | 1:14:57.0 |
| 11                 | Kazakhstan       | Mariya Fedotova Darya Pushko Galymzhan Balabek Lev Cherepanov                                  | 1:15:00.2 |
| 12                 | Afrique du Sud   | Matthew Caldwell Amica de Jager Kellen Jones Catherine Van Rensburg                            | 1:15:25.2 |
| 13                 | Équateur         | Danna Martínez Esteban Enderica Ana Abad David Farinango                                       | 1:15:30.6 |
| 14                 | Singapour        | Chantal Liew Artyom Lukasevits Kate Ona Russel Pang                                            | 1:15:39.0 |
| 15                 | Turquie          | Atakan Ercan Su İnal Selinnur Sade Emre Sarp Zeytinoğlu                                        | 1:15:42.8 |
| 16                 | Mexique          | Diego Obele Sharon Guerrero Alan González Paulina Alanís                                       | 1:15:54.3 |
| 17                 | Corée du Sud     | Oh Se-beom Park Jae-hun Kim Sue-ah Hwang Ji-yeon                                               | 1:16:01.0 |
| 18                 | Thaïlande        | Ratthawit Thammananthachote Kamonchanok Kwanmuang Chonpasanop Chatwuti Nithikorn Jeampiriyakul | 1:16:37.3 |
| 19                 | Hong Kong        | Keith Sin Nip Tsz Yin Nikita Lam Chan Tsun Hin                                                 | 1:18:48.6 |
| 20                 | Inde             | Prashans Manjunath Hiremagalur Diksha Sandip Yadav Meenakshi Gopakumar Menon Army Pal          | 1:20:59.8 |
| 21                 | Namibie          | Nico Esslinger Reza Westerduin Madison Bergh Tristan Nell                                      | 1:22:07.5 |
| 22                 | Mongolie         | Ganzorigtyn Sugar Gongoryn Maidar Amgalangiin Altannar Temüüjingiin Anungoo                    | 1:31:48.7 |
| 23                 | Kenya            | Samir Bachelani Aryan Joseph Sera Mawira Maria Bianchi                                         | 1:37:42.7 |